# Furmanovskij rajon
Il Furmanovskij rajon (in russo Фурмановский район?) è un rajon dell'Oblast' di Ivanovo, nella Russia europea; il capoluogo è Furmanov. Istituito nel 1929, ricopre una superficie di 763,2 chilometri quadrati e nel 2010 ospitava una popolazione di circa 42.600 abitanti.